# NGC 4326
NGC 4326 é uma galáxia espiral barrada (SBab) localizada na direcção da constelação de Virgo. Possui uma declinação de +06° 04' 21" e uma ascensão recta de 12 horas, 23 minutos e 11,6 segundos.
A galáxia NGC 4326 foi descoberta em 13 de Abril de 1784 por William Herschel.